# Tricholathys monterea
Tricholathys monterea là một loài nhện trong họ Dictynidae.
Loài này thuộc chi Tricholathys. Tricholathys monterea được Ralph Vary Chamberlin & Willis J. Gertsch miêu tả năm 1958.